# Stig Inge Bjørnebye
Stig Inge Bjørnebye (n. 11 decembrie 1969, Elverum, Hedmark, Norvegia) este un fotbalist norvegian retras din activitate care a jucat în Norvegia, Anglia și Danemarca, cel mai notabil la Liverpool și Blackburn Rovers. Poziția sa preferată a fost cea de fundaș stânga.
Descris ca un „solid, nu fundaș fără sens”, Bjørnebye a jucat fotbal competitiv pentru 16 ani până la retragerea sa din martie 2003.